# كيتاهيروشيما (هوكايدو)
مدينة كيتاهيروشيما (بالإنجليزية: Kitahiroshima)‏ هي أحد المدن التابعة لمحافظة هوكايدو. تأسست رسميًا في 01/09/1996. ويقدر عدد سكانها بـ 60291 نسمة حسب تقدير مكتب الإحصاء الياباني لعام 2012. تبلغ مساحة كيتاهيروشيما 118.54 كم2. بكثافة سكانية تبلغ 509 نسمة/كم2.

## توأمة
لكيتاهيروشيما (هوكايدو) اتفاقيات توأمة مع:
- هيغاشيهيروشيما (19 يوليو 1980 - )

## أعلام
- جونكإ يوكونو
- يوسوك كون